# Илия II (католикос-патриарх Востока)
Мар Илия II (в миру Илия ибн аль-Мукли; сир. ܐܠܝܐ, араб. بابن‎; XV век, Мосул — 14 октября 1131, Багдад) — католикос-патриарх Церкви Востока с 1110 года по 1131 год.
Родился в Мосуле, до патриаршества занимал пост митрополита Мосула и Арбелы. В соответствии с источниками Мар Илия II «правил по истине и справедливости между сильным и слабым, богатым и бедным».

## Биография
Родился в Мосуле, до патриаршества занимал пост митрополита Мосула и Арбелы. 16 апреля 1110 года стал католикосом-патриархом Церкви Востока, рукоположение в патриархи состоялось в церкви Престола в Мадаине (Селевкии). После интронизации Илия II организовал посещение монастырей Мар-Мари и Мар-Габриэль, а также важнейшего центра церковного образования Церкви Востока — т. н. Школу (аль-Ускуль) в Мадаине. Умер 14  октября 1131 года в Багдаде.